# Nikki Washington
Madeline Nicole Washington, genannt Nikki, (* 1. August 1988 in Mesquite, Texas) ist eine ehemalige US-amerikanische Fußballspielerin, die zuletzt in der Saison 2014 bei den Boston Breakers unter Vertrag stand.

## Karriere

### Verein
Washington begann ihre Profikarriere im Jahr 2009 bei den Pali Blues. Anfang 2010 wurde sie von der WPS-Franchise der Los Angeles Sol gedraftet, diese löste sich jedoch kurz darauf auf und Washington kam stattdessen beim Ligakonkurrenten Sky Blue FC unter. Im Mai 2010 wechselte sie zu den Saint Louis Athletica und nur wenige Wochen später weiter zu den Chicago Red Stars. Die Saison 2011 begann Washington bei den Boston Breakers, wechselte aber noch im selben Jahr zur Franchise der magicJack. Sie hatte auf diese Weise in lediglich zwei Kalenderjahren bei insgesamt sechs verschiedenen WPS-Franchises unter Vertrag gestanden.
Nach der Auflösung der WPS schloss sie sich für kurze Zeit erneut den Pali Blues an und spielte in der Folge für den australischen Erstligisten Canberra United. Anfang 2013 schloss sich Washington der NWSL-Franchise der Portland Thorns an. Ihr Ligadebüt gab sie dort am 13. April 2013 gegen den FC Kansas City, am 4. Mai erzielte sie gegen Washington Spirit ihren ersten Treffer in der NWSL. Im Januar 2014 wechselte Washington zum Ligakonkurrenten Houston Dash und nach nur drei Spieltagen im Tausch für Kaylyn Kyle weiter zur NWSL-Franchise der Boston Breakers. Dort beendete sie Anfang 2015 ihre Karriere.

### Nationalmannschaft
Washington spielte von 2007 bis 2008 für die US-amerikanische U-20-Nationalmannschaft, mit der sie an der Weltmeisterschaft 2008 teilnahm und dort den Titel erringen konnte. Im Jahr 2009 wurde sie erstmals in den Kader der US-amerikanischen U-23-Auswahl berufen.

## Erfolge
- 2008: Gewinn der U-20-Fußball-Weltmeisterschaft
- 2009: Gewinn der W-League-Meisterschaft (Pali Blues)
- 2013: Gewinn der NWSL-Meisterschaft (Portland Thorns FC)